# Rixdorf (Schiff, 1962)
Die Rixdorf ist ein Fahrgastschiff in Berlin.

## Geschichte
Das Schiff wurde auf der Ruhrorter Schiffswerft gebaut und zunächst auf dem Baldeneysee eingesetzt. Damals trug es den Namen Gruga. 1984 wurde es nach Berlin verkauft und erhielt den Namen Spreekieker. Nach dem Verkauf an die Reederei Riedel wurde es 1987 auf Rixdorf umgetauft. Dieter Schubert nennt in seinem Buch Deutsche Binnenfahrgastschiffe das Jahr 1962 als Baujahr, in Fahrgastschifffahrt in Berlin wird aber das Jahr 1963 genannt. Auch Günter Benja hat sich für das Jahr 1963 entschieden. Laut Benjas Verzeichnis war die Gruga im Jahr 1975, als sie der Essener Verkehrs-AG gehörte, noch zur Beförderung von 268 Personen zugelassen. Sie konnte mit ihrer 180-PS-Maschine nach Benjas Angaben eine Geschwindigkeit von etwa 18 km/h erreichen. Für das Jahr 1987 gibt Groggert eine Zulassung für 250 Personen an.